# Чкаловский сельсовет (Асекеевский район)
Чкаловский сельсовет — сельское поселение в Асекеевском районе Оренбургской области Российской Федерации.
Административный центр — посёлок Чкаловский.

## История
9 марта 2005 года в соответствии с законом Оренбургской области № 1893/321-III-ОЗ образовано сельское поселение Чкаловский сельсовет, установлены границы муниципального образования.

## Население
| 2010  | 2012  | 2013  | 2014  | 2015  | 2016  | 2017  |
| ----- | ----- | ----- | ----- | ----- | ----- | ----- |
| 2185  | ↘1858 | ↘1842 | ↘1803 | ↘1790 | ↘1763 | ↘1733 |
| 2018  | 2019  | 2020  | 2021  |       |       |       |
| ↘1700 | ↗1707 | ↘1669 | ↘1645 |       |       |       |

## Состав сельского поселения
| № | Населённый пункт | Тип населённого пункта          | Население |
| - | ---------------- | ------------------------------- | --------- |
| 1 | Сосновка         | посёлок                         | 190       |
| 2 | Чкаловский       | посёлок, административный центр | 1709      |